# Tomáš Petříček
Tomáš Petříček, né le 27 septembre 1981 à Rokycany, est un homme politique tchèque. Du 16 octobre 2018 au 12 avril 2021, il est ministre des Affaires étrangères de la République tchèque. Il est par ailleurs membre du Parti social-démocrate tchèque.

## Biographie
Tomáš Petříček est diplômé de l'université Charles (aux programmes de maîtrise et de doctorat en relations internationales de la Faculté des sciences sociales). Il a également fréquenté l'Université Libre de Bruxelles.
Il reçut aussi une maîtrise au Centre européen de recherches internationales et stratégiques dans le domaine de la gouvernance et des politiques de développement et à l'Université de Warwick en économie politique internationale.

## Carrière politique
En 2004, il est diplômé de l'université Charles de Prague en relations internationales. En 2006, il obtient une maîtrise et enfin un doctorat en 2014. Il a également étudié à l'Université de Warwick. Militant du parti social-démocrate tchèque, où il rentre au début des années 2000, il y dirige de 2002 à 2004 le secrétariat de son organisation de jeunesse. 
Il devient responsable politique du département des affaires étrangères du CSSD en 2005 puis dirige le département en 2006.
Il est assistant parlementaire des députés européens Libor Rouček entre 2007 et 2009 puis de Miroslav Poche entre 2014 et 2017. Il participe également activement à la préparation de la campagne du  CSSD lors des élections régionales de 2016. Durant cette période, il travaille à la mairie de Prague, où il était responsable des fonds européens et siégeait aux conseils de surveillance et aux conseils d'administration de plusieurs sociétés, notamment d’une usine de traitement des eaux.
En mai 2017, il est nommé vice-ministre du Travail et des Affaires sociales de la République tchèque, auprès de Michaela Marksová dans le gouvernement de Bohuslav Sobotka. Il soutient Petr Dolínek face à  Miloslav Ludvík lors des élections du poste de leader du candidat ČSSD aux élections législatives de 2017. Lors des élections municipales de 2018, il se présente à la mairie de Prague, mais il ne parvient pas à être élu et renoncé à son mandat de conseiller municipal. le candidat du parti à la mairie de ce district.
En août 2018, il devient vice-ministre des Affaires étrangères, puis le 16 octobre 2018 ministre des Affaires étrangères dans le deuxième gouvernement d'Andrej Babiš, succédant à l’intérim de Jan Hamáček.

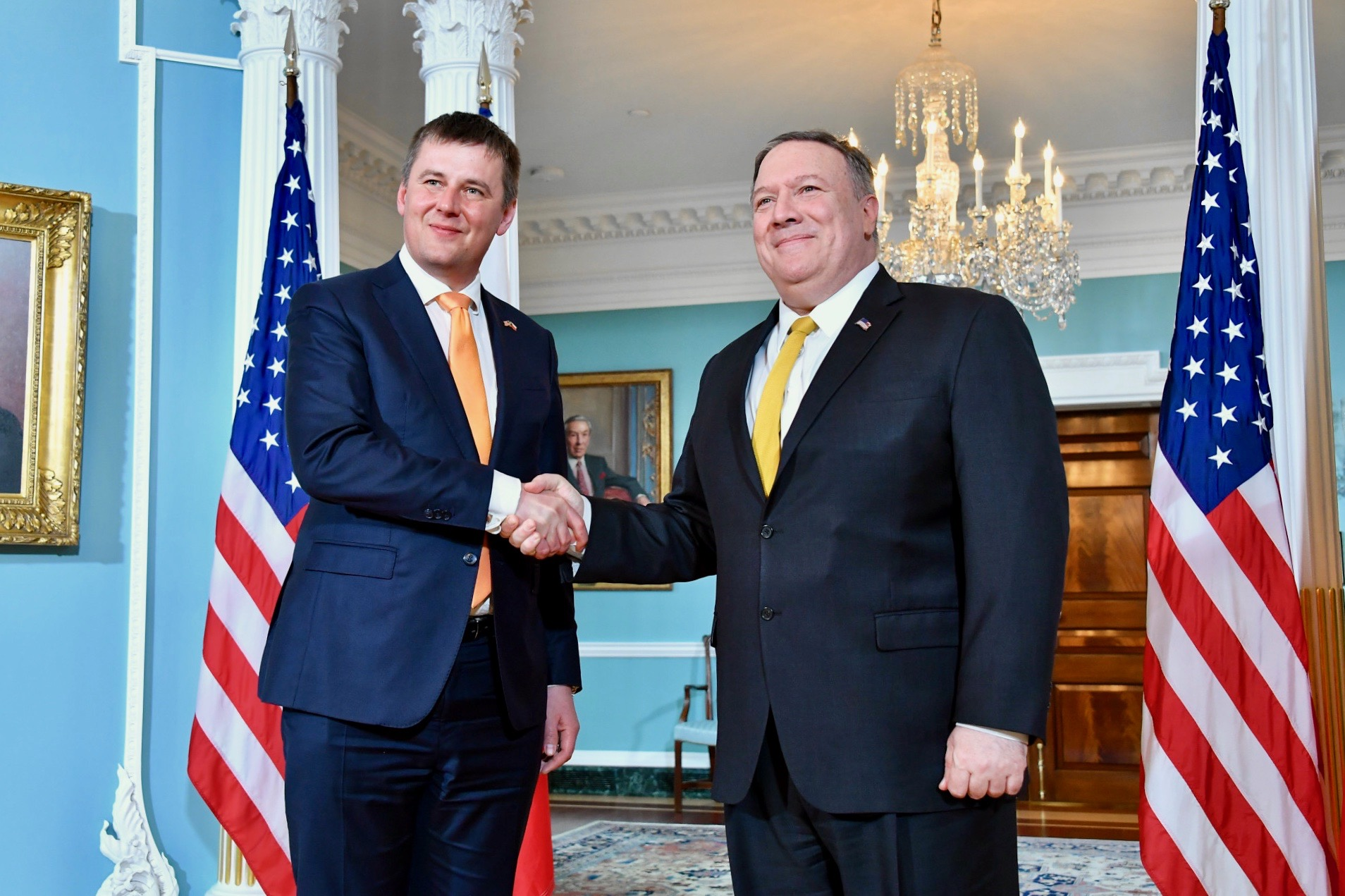
Avec le secrétaire d'État américain Mike Pompeo, le 22 février 2019.

En politique extérieure, il soutient qu'il faut que la Tchéquie soit un membre actif de l'Union européenne et n’est pas en faveur d’un éventuel référendum sur la possibilité de quitter l'UE. Lors de son premier discours en tant que ministre, il met surtout en exergue les principaux avantages de l'adhésion à l'Union européenne et la nécessité de surmonter les problèmes actuels de l'Union. Petříček a également évoqué à plusieurs reprises la nécessité de réorganiser la politique des droits de l'homme et d'agir de manière concrète sur le changement climatique.